# Babilonas
Babilonas ist ein Einkaufs- und Unterhaltungszentrum in Panevėžys, Litauen (Klaipėdos-Straße 143a). Der Möbeleinzelhandelssaal, das Kino und das Elektronik-Geschäft gehören zu den größten im Nordosten von Litauen (Aukštaitija). Die Fläche beträgt 80 ha. Für das Abstellen von Fahrzeugen gibt es 1100 Plätze. Im Einkaufszentrum mit einem speziellen Terrarium lebt ein Krokodil, Babilonijus, benannt von Kindern.

## Gliederung
Im Einkaufszentrum gibt es:
- Drei Restaurants und eine Cafeteria
- Kino ("Forum Cinemas Babilonas", 3 Kinosäle)
- Separater Saal für Möbelhandel (4590 m²)
- Saal für Unterhaltung und Veranstaltungen (967 m²). Hier gibt es je nach Jahreszeit verschiedene Unterhaltungsangebote (Eisbahn, Trampolinspringen, Schwimmbälle). Zusätzlich können verschiedene Veranstaltungen, Sportwettbewerbe und Konzerte hier stattfinden.
- Elektrogeschäft (Topo centras, 1545 m²).
- Chinesische Waren („Azijos centras“, 800 m²).
- Lebensmittelhandel („NORFA XXL“, 1000 m²).
- Verschiedene andere Läden und Unterhaltungsplätze (bis zu 400 m².): Kleidung, Sport und Lifestyle, Getränke, Bücher.

## Geschichte
„Babilonas I“ wurde am 19. August 2005 eröffnet. Der Bau des multiindustriellen Quartals begann 2006 und endete 2007. Im August 2008 wurde das Einkaufszentrum erweitert: das Kino und einige weitere Geschäfte wurden eröffnet. In den Jahren 2007–2008 war der Primärmarkt des Einkaufszentrums an die Haushaltswaren orientiert: Möbel, Bau, Inneneinrichtung. Anderer primärer Zielmarkt war die Unterhaltung (Kino, Eishalle).
Seit 2009 wurde die Marktorientierung verändert: die Zahl der Innenausstattungswaren gesenkt etwas und zugleich Anzahl von Läden mit weichen Waren wie Kleidung und Schuhe erhöht. Im Juli 2010 eröffnete man das erste Supermarkt (Lebensmittelgeschäft) bei Babilonas.